# 許邁格

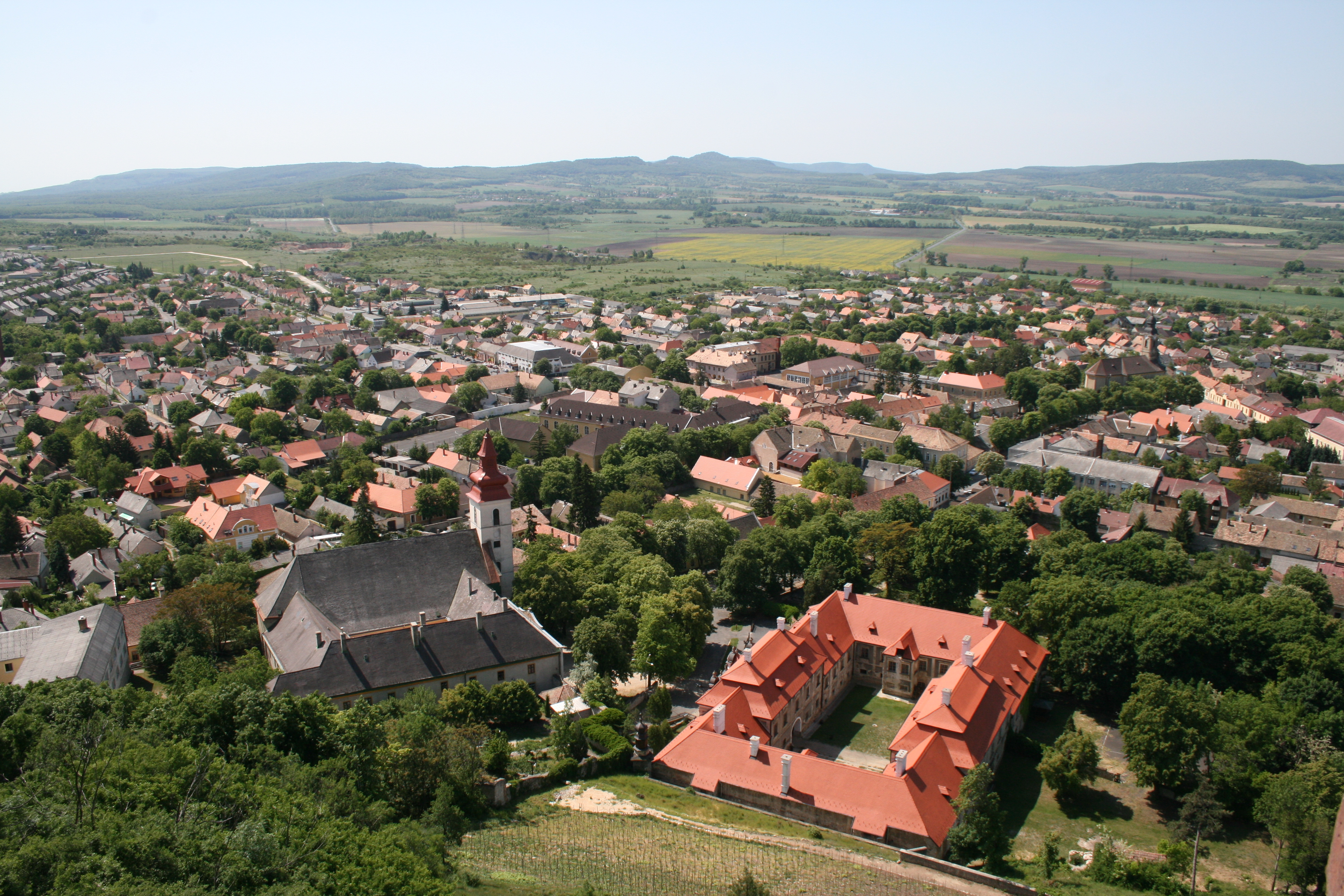

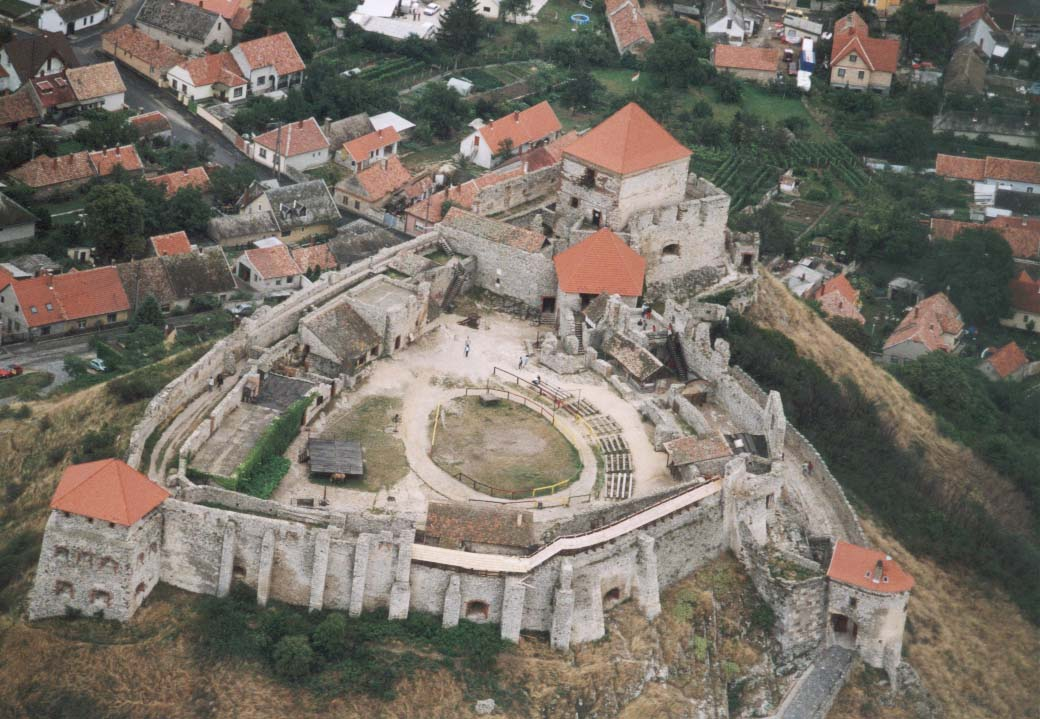

許邁格是匈牙利的城鎮，位於該國西部，距離巴拉頓湖20公里，由維斯普雷姆州負責管轄，面積64.13平方公里，2004年人口6,758，其中約八成居民信奉天主教。

## 友好城市
- 羅馬尼亞索瓦塔
- 德国艾希塔尔
- 匈牙利陶波爾曹
- 波蘭科希強
- 義大利沃巴尔诺

## 外部連結
- Official website （页面存档备份，存于）